# Claude Hochet
Pour les articles homonymes, voir Hochet (homonymie).
Claude Jean-Baptiste Hochet est né à Paris le 24 novembre 1772, et meurt le 3 octobre 1857 au château de la Thibaudière en Anjou. Il travaille pour plusieurs journaux pendant la période révolutionnaire et l’Empire en parallèle à d’importantes fonctions au Conseil d’État, dont il devient le secrétaire général entre 1816 et 1839. Il est également un ami de Madame de Staël, de Benjamin Constant, de Julie Talma, d’Abel-François Villemain et de Prosper de Barante, et un membre du Groupe de Coppet. Il est surtout connu par l’intermédiaire de la notice nécrologique qui paraît dans le Journal des Débats le 10 octobre 1857 et par les lettres qu’il échange notamment avec Mme de Staël et Constant.

## Biographie

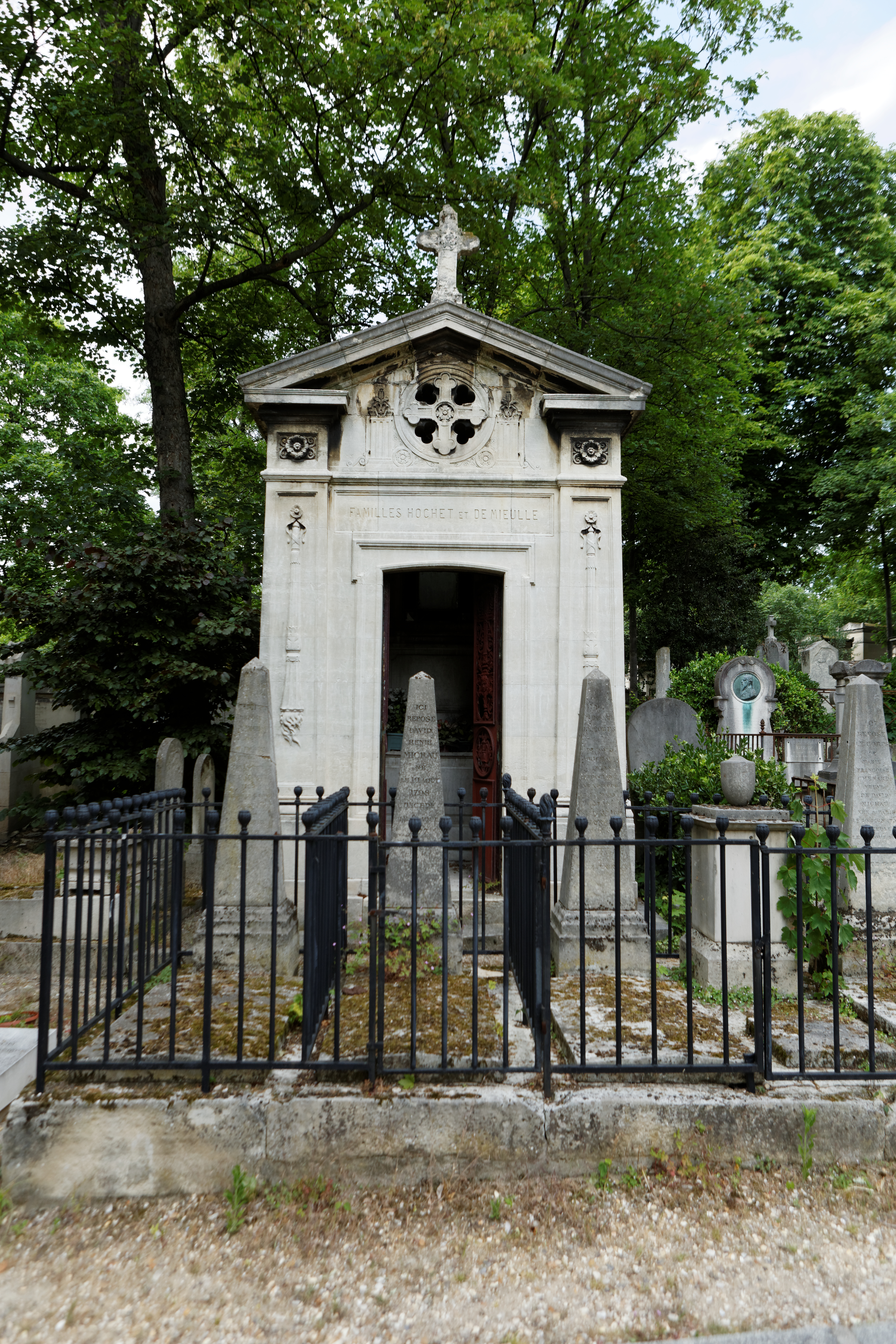
Tombe au cimetière du Père-Lachaise.

Hochet fait de brillantes études au Collège d'Harcourt avant de partir pour l’armée en 1793, lorsqu’il est affecté au bataillon dit des Tuileries. Emprisonné sous la Terreur jusqu’à la chute de Robespierre, il rencontre en prison Jean Charles de Lacretelle et Etienne-Augustin De Wailly, futur traducteur d’Horace. Selon l’auteur de la notice nécrologique du Journal des Débats, Hochet aurait laissé de cette détention un récit qu’il n’a jamais fait publier, mais qu’il faisait lire à ses proches.
Introduit depuis lors dans les milieux littéraires de Paris où il se fait apprécier pour son esprit et son éloquence, il devient journaliste, avec les Bertin (Louis-François et Pierre Louis), Jean-Baptiste-Antoine Suard, Pauline de Meulan (première épouse de Guizot) et Lacretelle, mais souvent ne signe pas ses articles. Il rédige par exemple les comptes rendus des ouvrages de Mme de Staël De la Littérature, dans le Journal des Débats, ou Delphine, dans le Publiciste ; parallèlement, il traduit L’Art de la guerre de Machiavel (1799), publie en 1806 les Lettres de madame la marquise Du Châtelet à M. le comte d’Argental et en 1814 une brochure sur le Conseil d’Etat.
Hochet y était entré en 1799 comme secrétaire de la section de l’Intérieur, présidée par Michel Regnaud de Saint-Jean d'Angély. En 1806, il passe secrétaire de la commission du contentieux, présidée par le ministre de la Justice. Il occupe ces fonctions jusqu’en 1815 ou 1816, où il devient secrétaire général du Conseil d’État. À la Restauration, il conserve ce poste, l’un des plus importants de l’administration, et il est maintenu en 1830.
Hochet a acquis une certaine fortune par son mariage ; son beau-frère Louis Boigues, est industriel dans la Nièvre dont il sera député à la Chambre entre 1828 et 1838. Son autre beau-frère est Hippolyte François Jaubert, homme politique qui a entre autres été ministre des Travaux publics. Le fils aîné de Claude J.-B. Hochet, Prosper, remplace son père, après sa démission, comme secrétaire général du Conseil d’État en 1839 ou 1842. Son autre fils, Jules (1813-1867), poursuit les activités industrielles de son père. Hochet avait perdu sa fille aînée lorsqu’elle avait quinze ans et sa femme deux ans avant sa propre mort. Lorsqu’il meurt en 1857, il lui reste deux filles.
Ami dévoué, de bonne compagnie, lié avec nombre de personnalités de la Restauration et de la Monarchie de Juillet, réputé pour ses qualités d’observateur, son impartialité, sa modération, son recul mais aussi ses indiscrétions, Hochet a vécu volontairement retiré et ignoré du public. De plus, comme il signait peu ses articles, comme les archives du Conseil d’État où il a fait l’essentiel de sa carrière ont brûlé en 1871, et puisque ses papiers personnels ont été dispersés, Hochet reste un personnage relativement méconnu.
Il est inhumé au cimetière du Père-Lachaise (22e division).

## Parmi le Groupe de Coppet
Depuis 1797 au moins, il connaît Madame de Staël, avec qui il entretient une relation d’amitié qui aurait pu compromettre sa place au Conseil d’État puisque Germaine deviendra rapidement persona non grata dans la France napoléonienne. Cette amitié n’est pas exempte de quelques disputes passagères, mais elle est durable malgré les risques encourus par Hochet.
Sa position à Paris lui permet de jouer les intermédiaires entre les personnalités du Groupe de Coppet, et il cherche notamment à apaiser les différends qui surgissent parfois parmi celles-ci. On le considère comme «un des éléments indispensables à sa cohésion et à sa survie lorsque ses membres sont dispersés un peu partout en Europe. […] Sa position centrale le mettait à même de bien connaître les fluctuations sentimentales au sein du Groupe de Coppet», qu’il observe notamment au cours d’un séjour au château de Coppet durant l’été 1805; il est alors le témoin des atermoiements et des relations sentimentales agitées entre Benjamin Constant et Madame de Staël. Les propos liminaires qu’il rédige en introduction à son édition des Lettres de Madame du Châtelet peuvent ainsi se comprendre aussi bien comme un rappel historique des relations entre Émilie du Châtelet et Voltaire que comme une allusion à peine voilée aux relations tumultueuses de Germaine de Staël et Constant.
C’est essentiellement par la correspondance qu’on lui connaît avec ces deux personnalités que Claude Hochet est aujourd’hui évoqué.

## Sources
Journal des Débats politiques et littéraires, 10 octobre 1857, notice nécrologique de Claude Hochet par Saint-Marc Girardin